# Phaonia latipennis
Phaonia latipennis este o specie de muște din genul Phaonia, familia Muscidae. A fost descrisă pentru prima dată de Macquart în anul 1843. Conform Catalogue of Life specia Phaonia latipennis nu are subspecii cunoscute.